# Paragalene danieleae
Paragalene danieleae is een krabbensoort uit de familie van de Progeryonidae. De wetenschappelijke naam van de soort is voor het eerst geldig gepubliceerd in 2010 door Tavares & Melo.